# Oneirodes macrosteus
Oneirodes macrosteus är en fiskart som beskrevs av Pietsch, 1974. Oneirodes macrosteus ingår i släktet Oneirodes och familjen Oneirodidae. Inga underarter finns listade i Catalogue of Life.